# إدوين مانسفيلد
إدوين مانسفيلد (بالإنجليزية: Edwin Mansfield)‏ هو اقتصادي أمريكي، ولد في 8 يونيو 1930 في كينغستون في الولايات المتحدة، وتوفي في 17 نوفمبر 1997.